# Агуллік
40°43′50″ пн. ш. 72°20′53″ сх. д. / 40.73056° пн. ш. 72.34806° сх. д.
Агуллік (узб. Оғуллик, Ogʻullik) — міське селище в Узбекистані, в Андижанському районі Андижанської області.
Розташоване у Ферганській долині, на арику Саркай. Південне передмістя Андижана.
Населення 21 364 мешканців (2016). Статус міського селища з 2009 року.